# هنري هالستيد
هنري هالستيد (بالإنجليزية: Henry Halstead)‏ هو عازف جاز وعازف كمان أمريكي، ولد في 16 نوفمبر 1897، وتوفي في 19 مارس 1984.

## وصلات خارجية
- هنري هالستيد على موقع ميوزك برينز (الإنجليزية)
- هنري هالستيد على موقع ديسكوغز (الإنجليزية)